# مدرسه هندی (فیلم)
مدرسه هندی (به هندی: Hindi Medium) فیلمی محصول سال ۲۰۱۷ و به کارگردانی ساکت چادهاری است. در این فیلم بازیگرانی همچون عرفان خان، صبا قمر، دیپاک دوبریال، دیشیتا سهگال، آمریتا سینگ، نیها دوپیا، سانجای سوری و سانجانا سنگهی ایفای نقش کرده‌اند.
دنباله معنوی این فیلم مدرسه انگلیسی نام دارد که در سال ۲۰۲۰ ساخته شد.

## داستان
راج باترا(عرفان خان) و همسرش میتا باترا (صبا قمر) یک زن و شوهر ثروتمند هندی هستند. با وجود اینکه راج ثروتمند است اما چون در مدارس خصوصی درس نخوانده‌است سواد انگلیسی ندارد و میتا که نمی‌خواهد دخترشان پیا هم مثل پدرش شود دنبال این است که فرزندش را در یک مدرسه خوب ثبت نام کند اما ثبت نام در مدارس خصوصی شرایط سختی دارد برای همین آن‌ها تصمیم می‌گیرند تا به یک محله فقیرنشین بروند و با ایفای نقش یک خانواده فقیر بتوانند با استفاده از سهمیه فقرا در مدرسه ثبت نام کنند.
پس از سکونت در آن محله با مشکلات زیادی مواجه می‌شوند اما مرد فقیری به نام شیامپراکاش (دیپاک دوبریال) به همراه خانواده اش از آن‌ها حمایت می‌کنند و کمک می‌کنند تا در این محله زندگی کنند. در نهایت پیا که دختر راج و میتا است موفق می‌شود در مدرسه خصوصی پذیرفته شود اما پسر شیام پذیرفته نمی‌شود برای همین راج و همسرش عذاب وجدان می‌گیرند و با کمک مالی به مدرسه ای که فرزند شیام در آن تحصیل می‌کند موفق می‌شوند شرایط را بهبود دهند.
سرانجام روزی شیام آدرس منزل فردی که باعث آبادی مدرسه شده‌است را از مدیر می‌گیرد و وقتی به خانه آن‌ها می‌رود متوجه حقیقت می‌شود. در پایان راج که به خاطر تقلب دچار عذاب وجدان شده‌است تصمیم می‌گیرد تا دخترش را از مدرسه خصوصی و گرانقیمت به همان مدرسه ای که خودشان بازسازی کرده‌اند و فرزند شیام در آن تحصیل می‌کند، منتقل کنند.